# ۲۳۷ (عدد)
۲۳۷ یک عدد طبیعی است که پس از ۲۳۶ و پیش از ۲۳۸ قرار دارد.